# Weyersheim
Weyersheim é uma comuna francesa na região administrativa de Grande Leste, no departamento Baixo Reno. Estende-se por uma área de 18,91 km². Em 2010 a comuna tinha 3 412 habitantes (densidade: 180,4 hab./km²).